# Nigel Ng
Nigel Ng, geboren als Nigel Ng Kin-ju, (chinesisch 黃瑾瑜 Huáng Jǐnyú; geboren am 15. März 1991 in Kuala Lumpur) ist ein chinesisch-malaysischer YouTuber und Komiker. Er ist hauptsächlich für seine Rolle als Uncle Roger (zu Deutsch Onkel Roger) bekannt, ein stereotypisch asiatischer Mann mit ausgeprägtem kantonesischem Akzent, der Kochvideos zu asiatischen Gerichten kritisiert.

## Leben
Nigel Ng wuchs in Cheras, einem Vorort von Kuala Lumpur, zusammen mit einem Bruder und einer Schwester auf. Seine Mutter ist Hausfrau, sein Vater Autoverkäufer. Er hat einen chinesischen Elternteil mit Hoklo-Wurzeln und einen malaysischen Elternteil. Mandarin ist seine erste Muttersprache. Seine Schwester ist professionelle Musikerin.
Nach dem Abschluss an der Chong Hwa Independent High School in Kuala Lumpur ging er 2009 in die Vereinigten Staaten, um an der Northwestern University Ingenieurwissenschaften und Philosophie zu studieren. Er schloss dort 2014 sein Studium ab. Nach seinem Studium zog er ins Vereinigte Königreich, um als Data Scientist bei der Monzo-Bank zu arbeiten.
Er ist geschieden und lebt in Los Angeles.

## Karriere
In der zweiten Hälfte der 2010er Jahre begann er parallel zu seiner beruflichen Tätigkeit in Comedy-Shows aufzutreten und widmete sich ab 2019 vollständig der Karriere als Stand-up-Comedian. Erste Video-Uploads auf YouTube erwiesen sich als moderat erfolgreich. Er startete zudem einen Podcast namens Rice to Meet You, den er bis 2022 mit Evelyn Mok betrieb.
Größere Bekanntheit erlangte er jedoch erst während der Covid-19-Pandemie im Juli 2020, als er in der Rolle von Uncle Roger ein Reaktionsvideo auf eine Kochsendung von BBC Food produzierte. Er beschwerte sich dort in satirischer Form über die Zubereitung von Gebratenem Eierreis und kritisierte humorvoll die nicht-traditionelle Zubereitung des asiatischen Gerichts. In den folgenden Jahren lud er weitere Comedy-Videos als Uncle Roger hoch und kollaborierte auch mit anderen Köchen wie z. B. Gordon Ramsay und Nick DiGiovanni. In vielen Videos äußerte er zudem satirische Kritik an Jamie Oliver.
2020 wurde er Opfer eines tätlichen Angriffs in der Nähe seiner Wohnung im Londoner Stadtteil Hammersmith. Die Polizei hielt es für sehr wahrscheinlich, dass es sich um einen Fall von Hasskriminalität handelte. Auf dem Höhepunkt der Covid-19-Pandemie richteten sich solche Angriffe verstärkt gegen asiatisch aussehende Personen.
Im Jahr 2023 wurden Ngs chinesische Social-Media-Accounts Bilibili und Weibo gesperrt, in Reaktion auf eine vermeintliche Kritik an der chinesischen Regierung in einem Stand-up-Comedy-Special wegen des Satzes „this Nephew using Huawei phone, they all listening“ (auf Deutsch: „dieser Neffe benutzt ein Huawei-Telefon, alle hören mit“), der impliziert, dass die chinesische Regierung zivile Telefongespräche abhöre.
Anfang September 2024 eröffnete er unter den Namen Fuiyoh! It’s Uncle Roger sein erstes Restaurant im Stadtteil Pavilion in Kuala Lumpur, das sich ausschließlich Uncle Rogers Spezialität Gebratenem Eierreis in verschiedenen Variationen widmet. Zwei weitere Restauranteröffnungen in Kuala Lumpur folgten im Dezember 2024.

## Auszeichnungen
- 2015: Leicester Square New Comedian of the Year[20]
- 2016: Amused Moose Laugh-Off[20]